# Moutfort
Moutfort (en luxemburguès: Mutfert; en alemany: Mutfort) és una vila de la comuna de Contern del districte de Luxemburg al cantó de Luxemburg. Està a uns 30 km de distància de la Ciutat de Luxemburg.